# Pohrebî, Tetiiv
Pohrebî (în ucraineană Погреби) este un sat în comuna Koșiv din raionul Tetiiv, regiunea Kiev, Ucraina.

## Demografie
Componența lingvistică a localității Pohrebî
     Ucraineană (98,18%)
     Rusă (1,09%)
     Alte limbi (0,72%)
Conform recensământului din 2001, majoritatea populației localității Pohrebî era vorbitoare de ucraineană (98,18%), existând în minoritate și vorbitori de rusă (1,09%).